# Сан-Сальваторе-ин-Лауро (титулярная диакония)
Сан-Сальваторе-ин-Лауро — диакония была создана Папой Бенедиктом XVI 24 ноября 2007 года буллой Purpuratis Patribus. Титулярная диакония принадлежит церкви Сан-Сальваторе-ин-Лауро, расположенной в историческом центре Рима, районе Понте, на площади Сан-Сальваторе-ин-Лауро. Церковь, в которой находится титулярная диакония, является региональной церковью Марке в Риме.

## История
Церковь, которой принадлежит диакония, древняя и уже упоминалась в каталоге Папы Урбана III от 1186 года.
13 апреля 1587 года апостольской конституцией «Религия святого» Папа Сикст V установил церкви Сан-Сальваторе-ин-Лауро статус титулярной церкви, передав ей кардинальский титул от церкви Святого пророка Симеона.
Титулярная церковь Сан-Сальваторе-ин-Лауро была упразднена Папой Климентом X 19 мая 1670 года и переведена в церковь Сан-Бернардо-алле-Терме.
Сан-Сальваторе-ин-Лауро является региональной церковью жителей Пичени и Марке.

## Список кардиналов-священников титулярной церкви Сан-Сальваторе-ин-Лауро
- Шипионе Ланчелотти † (20 апреля 1587 — 2 июня 1598, до смерти);
- Сильвио Антониано † (17 марта 1599 — 16 августа 1603, до смерти);
- Серафин Оливьер-Рацали † (25 июня 1604 — 10 февраля 1609, до смерти);
- Орацио Ланчеллотти † (12 сентября 1611 — 9 декабря 1620, до смерти);
- Пьетро Вальер † (3 марта 1621 — 18 марта 1624, назначен кардиналом-священником Сан-Марко);
- Лука Антонио Вирили † (17 декабря 1629 — 4 июня 1634, до смерти);
- Чириако Роччи † (13 августа 1635 — 25 сентября 1651, до смерти);
- Пьетро Вито Оттобони † (11 марта 1652 — 15 ноября 1660, назначен кардиналом-священником Сан-Марко);
- Франческо Мария Сфорца Паллавичино, S.J. † (6 декабря 1660 — 5 июня 1667, до смерти);
- Джованни Дольфин † (18 июля 1667 — 19 мая 1670, назначен кардиналом-дьяконом Санти-Вито-Модесто-э-Крешенция).

Титул упразднён в 1670 году.

## Список кардиналов-дьяконов титулярной диаконии Сан-Сальваторе-ин-Лауро
- Анджело Комастри (24 ноября 2007 — 19 мая 2018), титулярная диакония pro illa vice (19 мая 2018 — по настоящее время).